# Puccinia inanipes
Puccinia inanipes ist eine Ständerpilzart aus der Ordnung der Rostpilze (Pucciniales). Der Pilz ist ein Endoparasit der Korbblütlergattung Eupatorium. Symptome des Befalls durch die Art sind Rostflecken und Pusteln auf den Blattoberflächen der Wirtspflanzen. Sie ist im südlichen Nordamerikas verbreitet.

## Merkmale

### Makroskopische Merkmale
Puccinia inanipes ist mit bloßem Auge nur anhand der auf der Oberfläche des Wirtes hervortretenden Sporenlager zu erkennen. Sie wachsen in Nestern, die als gelbliche bis braune Flecken und Pusteln auf den Blattoberflächen erscheinen.

### Mikroskopische Merkmale
Das Myzel von Puccinia inanipes wächst wie bei allen Puccinia-Arten interzellulär und bildet Saugfäden, die in das Speichergewebe des Wirtes wachsen. Ihre Spermogonien wachsen überwiegend oberseitig auf den Wirtsblättern. Die meist blattunterseitig wachsenden Aecien der Art sind blasenförmig und bilden kleine Gruppen. Sie besitzen 24–28 × 18–24 × 21–25 µm große, zimtbraune und eiförmig-ellipsoide Aeciosporen mit warziger Oberfläche. Die beidseitig wachsenden Uredien des Pilzes sind zimtbraun. Ihre Uredosporen ähneln den Aeciosporen. Die blattunterseitig wachsenden Telien der Art sind schwarzbraun, pulverig und unbedeckt. Die tief kastanienbraunen Teliosporen sind zweizellig, in der Regel breitellipsoid und 36–42 × 33–27 µm groß. Ihre Stiele sind bis zu 160 µm lang.

## Verbreitung
Das bekannte Verbreitungsgebiet von Puccinia inanipes reicht von Arizona bis nach Südmexiko.

## Ökologie
Die Wirtspflanzen von Puccinia inanipes sind verschiedene Wasserdostarten. Der Pilz ernährt sich von den im Speichergewebe der Pflanzen vorhandenen Nährstoffen, seine Sporenlager brechen später durch die Blattoberfläche und setzen Sporen frei. Die Art durchläuft einen Entwicklungszyklus mit Spermogonien, Aecien, Telien und Uredien, vollzieht aber keinen Wirtswechsel.